# Dieter Matthes (Schauspieler)

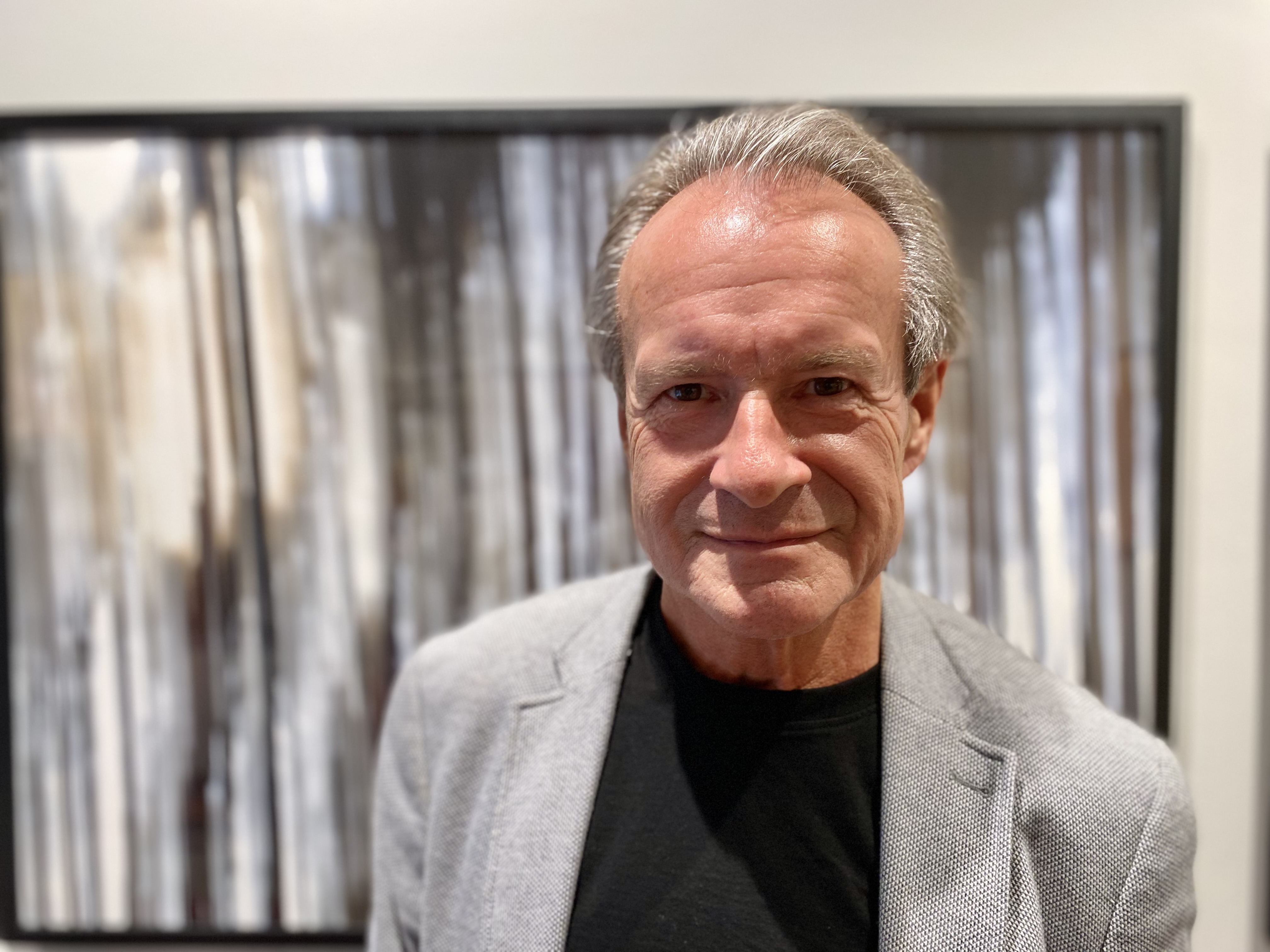
Dieter Matthes (2023)

Dieter Matthes (* 1952 in West-Berlin) ist ein deutscher Arzt, Fotograf und Filmschauspieler.

## Leben
Dieter Matthes ist der ältere Bruder des Schauspielers Ulrich Matthes. Dieter Matthes studierte Humanmedizin an der Freien Universität Berlin und war in den 1980er Jahren im Krankenhaus tätig. 1989 wurde die Reportage-Fotografie sein Tätigkeitsschwerpunkt, 1997 wurde er als Filmschauspieler aktiv.
Seit 2006 ist er wieder als Arzt mit eigener Praxis tätig.

## Filmographie (Auswahl)
- 1999–2002: In aller Freundschaft (Fernsehserie, 3 Folgen)
- 2000: Ich pfeif’ auf schöne Männer (Fernsehfilm)
- 2001: Wilsberg: Wilsberg und der Schuss im Morgengrauen
- 2003: Ich liebe das Leben
- 2004–2005: Hinter Gittern – der Frauenknast (Fernsehserie, 7 Folgen)
- 2004–2005: Im Namen des Gesetzes (Fernsehserie, 4 Folgen)
- 2005: Alarm für Cobra 11 – Die Autobahnpolizei (Fernsehserie, Folge Explosiv)
- 2008: Tatort: Blinder Glaube
- 2016: Rote Rosen (Telenovela, 16 Folgen)
- 2017: SOKO Wismar (Fernsehserie, eine Folge)